# Леопольд Баварский (генерал-фельдмаршал)
Леопольд Виттельсбах (нем. Leopold Maximilian Joseph Maria Arnulf von Wittelsbach; 9 февраля 1846, Мюнхен — 28 сентября 1930, Мюнхен) — принц Баварский, германский военный деятель, генерал-фельдмаршал Баварии (18 января 1904) и Пруссии (1 августа 1916).

## Биография
Сын принца-регента Луитпольда и Августы Фердинанды Тосканской. Брат баварского короля Людвига III.

### Служба
В ноябре 1861 года вступил в 6-й егерский батальон. В составе 3-го артиллерийского полка участвовал в Австро-прусской войне. Во время франко-прусской войны командовал 4-й батареей 3-го артиллерийского полка. 10 октября 1870 г. награждён орденом св. Георгия 4-й степени. С февраля 1873 года — командир 1-го баварского кирасирского полка, с 1875 года — 1-й баварской кавалерийской бригады. С 1881 командир 1-й баварской дивизии, с 1887 года — командир I баварского армейского корпуса. С 1892 генерал-инспектор 4-й армейской инспекции. В марте 1913 года вышел в отставку.
В апреле 1915 года вернулся на действительную службу. 16.4.1915-30.7.1916 командующий действовавшей в Польше 9-й армией и группой армий «Принц Леопольд». 9 августа 1915 года награждён орденом Pour le Mérite. Успешно руководил действиями 9-й армии при попытке прорыва позиций армии войсками русского Западного фронта под Барановичами в июне-сентябре 1916 в Барановичской операции.
29 августа 1916 года сменил Пауля фон Гинденбурга на посту главнокомандующего на Востоке и занимал этот пост до окончания войны. 20 декабря 1916 получил дубовые ветви к ордену Pour le Mérite. В 1916—1917 годах успешно руководил армиями германского Восточного фронта, особенно в 1917 году, когда разложение русской армии достигло своего предела.
Возглавлял немецкую делегацию на мирных переговорах в Брест-Литовске. Один из организаторов германо-австрийской интервенции против Советской России. 11 января 1919 вышел в отставку. Умер в 1930 году в Мюнхене.

### Семья
В 1873 году женился на эрцгерцогине Гизеле, старшей дочери австрийского императора Франца Иосифа I. У них родилось четверо детей:
- Елизавета (1874—1957)
- Августа (1875—1964) — супруга эрцгерцога Иосифа Августа (1872—1962).
- Георг (1880—1943)
- Конрад (1883—1969)